# Dust Tactics
Dust Tactics es un juego de tablero con miniaturas creado por Paolo Parente y editado por la compañía Fantasy Flight Games. En España, lo distribuye Edge Entertainment.
Está diseñado para jugar entre 2 y 4 jugadores, con partidas de entre media y una hora de duración.

## Ambientación
Dust Tactics está ambientado en un universo alternativo, en una Tierra asolada por una Segunda Guerra Mundial que nunca terminó
El descubrimiento de una nave espacial alienígena en 1938 condujo a la creación de terrible armamento, cambiando la historia de la humanidad para siempre.
Así, estamos ante una ucronía, en 1947, en la que los Aliados y el Eje vuelven a competir por el dominio del mundo.
Una especie de sociedad secreta dirige a los alemanes, que aparte de incorporar entre sus armas potentes láseres, cuentan entre sus filas con gorilas con puños metálicos y hasta zombis... Además, los tanques ya no van sobre orugas, sino sobre patas. 
Los Aliados, británicos y americanos, también tienen un arsenal curioso, con servoarmaduras, bípodes...

## El juego
La caja básica contiene 26 miniaturas de plástico de 30 milímetros y dos caminantes o mechas, cuatro elementos de escenografía, tableros, dados, instrucciones…
Las miniaturas vienen pre-montadas y pre-imprimadas, en verde cammo para los aliados y gris alemán para los nazis.
El juego cuenta con diversas expansiones, nuevos bandos y refuerzos.

## Sistema de juego
Dust Tactics simula una batalla completa, desde el despliegue de las tropas hasta la última arma disparada. A lo largo de una serie de turnos de juego, los oponentes hacen tiradas de iniciativa, activan unidades, mueven y atacan.
El combate se resuelve utilizando los dados especiales incluidos; los símbolos de punto de mira de los dados indican aciertos y se verán afectados por las capacidades de las armas de la unidad atacante y por la posible cobertura de la unidad defensora. 